# Санта Катарина (Кабо Верде)
Санта Катарина (в превод от португалски: Света Екатерина) е една от 22-те общини в Кабо Верде. Разположена е в северозападните и западни части на остров Сантяго, който е част от островната група Сотавенто. Населението на общината наброява 46 760 души (по предварителна оценка от юли 2019 г.), а средната му гъстота се равнява на 192,8 души/км². Административният център на Санта Катарина е Асомада. Общината е основана през 1971 година и се намира на около 60 км северно-северозападно от Прая, столицата на Кабо Верде, южно-югоизточно от Тарафал и западно от Сао Мигел.
Санта Катарина има връзка с пътя, свързващ Тарафал и Прая (чрез планински път, който минава през Асомада) и с този към Санта Круз. Обработваемите земи са разположени в долините, а планините Пико да Антония и Сера да Малагета покриват почти напълно останалата част от общината. Друга част от района е заета от пасища и гори по възвишенията.